# 高木貴行
高木 貴行（髙木 貴行、たかぎ たかゆき、1978年4月10日 - ）は、日本の政治家、元サッカー選手。岐阜県多治見市長（1期）。元岐阜県議会議員（4期）。

## 来歴
岐阜県多治見市出身。多治見市立市之倉小学校、南山中学校卒業。1995年にイギリスに留学。1996年に帰国。1998年、南山高等学校卒業。2002年3月、国士舘大学体育学部体育学科卒業。同年4月、野村證券入社。
2005年、FC岐阜に入団。選手の傍ら、フットサルパーク経営に乗り出す。
2007年、岐阜県議会議員選挙に多治見市選挙区（定数2）から無所属で立候補し、初当選した。2019年、4期目の当選を果たす。県議会では民主系会派「県民クラブ」に所属。
2021年、立憲民主党県連と国民民主党県連は、次期衆院選をめぐり、岐阜1、3、4、5区については立憲が、岐阜2区については国民民主が候補者擁立を担当することで合意した。高木は、5区の候補者を探していた立憲民主党県連に、当時24歳だった多治見市出身の今井瑠々（1996年4月4日生まれ）を紹介した。高木と今井の父親が旧知の仲であったことからの紹介であった。同年4月4日、今井は党代表の枝野幸男とともに会見を開き、出馬表明をした。同年10月の衆院選では高木は演説方法を指導し、応援演説で涙を流して投票を訴えるなど、今井のために尽力した。その結果、今井は、古屋圭司に約1万4千票差に迫る善戦をみせた。

### 2023年多治見市長選挙
2022年7月13日、自民党県議の山本勝敏が、任期満了に伴う多治見市長選挙に立候補する意向を表明した。同月、市議の吉田企貴が市長選の出馬を表明。同年8月、吉田は自民党を離党。同年12月13日、多治見市長の古川雅典が多治見市長選挙への5選不出馬を表明。同年12月15日、高木は任期満了に伴う同市長選挙へ立候補する意向を表明した。
同年12月末、前述の今井瑠々は、衆院選で戦った古屋圭司の東京の事務所に足を運び、自民党の支援を受けて翌年の県議選に立候補したい旨を伝えた。2023年1月7日、立憲民主党に離党届を提出。その直後に行われた自民党の会合に出席し、会場で古屋は「今井さんの力で、非自民で運動していた皆さんもしっかりこっちに取り込んでもらう」と述べた。
2023年1月15日、古川雅典の後援会は、多治見市内で開いた会合で、高木を市長選における古川の後継者として紹介した。高木は県議選多治見市選挙区（定数2）に出馬予定の判治康信と共に舞台上で挨拶し、古川市政を継承する決意を伝えた。同年2月19日、吉田は記者会見し、立候補の取りやめを表明。高木の支援に回ると明かした。
同年4月9日、岐阜県議会議員選挙執行。多治見市選挙区は判治が1位で当選。無所属ながらも自民党の支援を受けた今井は2位で当選。自民党新人の友江惇は次点で落選した。「今井の活躍が山本の当落の鍵を握る」と見ていた自民党のベテラン県議は今井に「山本をしっかり応援するように」と指示。今井は高い知名度と注目度を武器に、山本と二人三脚で連日街頭やSNSで支持を訴えた。
同年4月21日、約２５７００枚の「誹謗中傷ビラ」を多治見全世帯への新聞折込広告に高木陣営の元秘書が入れた。
このビラは。相手候補の「山本勝敏氏」への「誹謗中傷ビラ」であったため山本氏は刑事告訴し「検察庁へ書類送検」されたが「不起訴」となった。
同年4月16日、市長選挙が告示され、高木と山本の2人が立候補。4月22日、選挙の演説中、男に首を絞められ押し倒されるという出来事があったが、駆け付けた多治見警察署員が取り押さえ、男は公職選挙法（選挙の自由妨害）違反の現行犯で逮捕された。
同年4月23日、中日新聞などメディアは、投票締め切りの20時直後に高木の当選確実を報じた。
※当日有権者数：89,225人 最終投票率：57.81%（前回比：6.19pts）
| 候補者名 | 年齢 | 所属党派 | 新旧別 | 得票数   | 得票率 | 推薦・支持             |
| -------- | ---- | -------- | ------ | -------- | ------ | ---------------------- |
| 高木貴行 | 45   | 無所属   | 新     | 28,434票 | 55.86% |                        |
| 山本勝敏 | 59   | 無所属   | 新     | 22,466票 | 44.14% | （推薦）自民党・公明党 |